# Bengáli vitézsas
A bengáli vitézsas vagy főkötős vitézsas (Nisaetus cirrhatus) a madarak (Aves) osztályának a vágómadár-alakúak (Accipitriformes) rendjébe, ezen belül a vágómadárfélék (Accipitridae) családjába tartozó faj.

## Rendszerezése
A fajt Johann Friedrich Gmelin német természettudós írta le 1788-ban, a Falco nembe Falco cirrhatus néven. Sorolták a Spizaetus nembe Spizaetus cirrhatus néven is.

## Alfajai
- Nisaetus cirrhatus limnaeetus (Horsfield, 1821) - India északi része, Banglades, Nepál, Mianmar, Thaiföld, Kambodzsa, Laosz, Vietnám, Malajzia, Szingapúr, Indonézia (a Nagy-Szunda-szigetek) és a Fülöp-szigetek
- Nisaetus cirrhatus cirrhatus (Gmelin, 1788) - India déli része
- Nisaetus cirrhatus ceylanensis (Gmelin, 1788) - Srí Lanka
- Nisaetus cirrhatus andamanensis (Tytler, 1865) - az Andamán- és Nikobár-szigetek
- Nisaetus cirrhatus vanheurni (Junge, 1936) -  Simeulue szigete (Szumátra nyugati partvidéke mentén) [2]

## Előfordulása
Dél- és Délkelet-Ázsiában, Banglades, Brunei, India, Indonézia, a Fülöp-szigetek, Kambodzsa, Laosz, Malajzia, Mianmar, Nepál, Szingapúr, Srí Lanka, Thaiföld és Vietnám honos. 
Természetes élőhelyei a szubtrópusi és trópusi síkvidéki esőerdők és szavannák, lápok, mocsarak, folyók és patakok környékén, valamint másodlagos erdők, ültetvények, szántóföldek és vidéki kertek. Állandó, nem vonuló faj.

## Megjelenése
Testhossza 79 centiméter, szárnyfesztávolsága 127-138 centiméter, testtömege 1300-1900 gramm.

## Természetvédelmi helyzete
Az elterjedési területe rendkívül nagy, egyedszáma ugyan csökken, de még nem éri el a kritikus szintet.  A Természetvédelmi Világszövetség Vörös listáján nem fenyegetett fajként szerepel.